# خوشمزه در دانجن
خوشمزه در دانجن (به انگلیسی: Delicious in Dungeon) مجموعه مانگا ژاپنی نوشته و تصویرگری شده توسط ریوکو کوی است که از فوریه ۲۰۱۴ تا سپتامبر ۲۰۲۳ در مجله مانگا Enterbrain منتشر شد و چپترهای آن در ۱۴ جلد تانکوبون گردآوری شده است. داستان دربارهٔ گروهی از ماجراجویان در دنیایی فانتزی است که پس از شکست دادن اژدهایی که یکی از اژدهای خودشان را خورده، به سفری در سیاه‌چال (دانجن) می‌روند تا او را زنده کنند و باید با پختن و خوردن هیولاهایی که در طول راه با آن‌ها مواجه می‌شوند، زنده بمانند.
مجموعه تلویزیونی انیمه اقتباسی ساخته استودیو تریگر از ژانویه تا ژوئن ۲۰۲۴ پخش شد و فصل دوم آن نیز در دست ساخت است.